# Jimmy Murray (calciatore 1935)
James Robert Murray (Elvington, 11 ottobre 1935 – Lichfield, 27 settembre 2008) è stato un calciatore inglese di ruolo attaccante, che militò nella maggior parte della sua carriera nelle file del Wolverhampton.

## Carriera
Murray venne ingaggiato dai Wolves da ragazzo, e divenne un professionista nel novembre del 1953. Dopo aver passato due anni nelle riserve, il 12 novembre 1955 debutta in prima squadra, nella partita vinta per 2-0 contro il Charlton.
Murray divenne subito uno dei giocatori principali della squadra, segnando 11 gol. Nella stagione 1957-1958 divenne il giocatore più prolifico del club, conducendo la sua squadra alla vittoria del campionato, ripetendosi anche l'anno successivo. Murray vinse anche l'FA Cup nella stagione 1959-1960, sconfiggendo in finale per 3-0 il Blackburn. Con il Wolverhampton giocò anche molte partite in ambito europeo. Nel novembre del 1963 si trasferisce al Manchester City per 27.000 £, dopo aver segnato 199 gol in 273 presenze. Durante gli anni a Manchester si riconferma gli stessi livelli, riuscendo a vincere il campionato nella stagione 1965-1966. Dopo 4 anni si trasferisce al Walsall. Termina la sua carriera nelle file del Telford Utd.
Il 27 settembre 2008 muore all'età di 72 anni, a causa di un tumore alla prostata.

## Palmarès
- Campionato inglese: 3

Wolverhampton: 1957-58, 1958-59
Manchester City: 1965-66
- Coppa d'Inghilterra: 1

Wolverhampton: 1959-60